# Font de Sant Salvador (Santa Coloma de Farners)
|  | Aquest article tracta sobre la Font de Sant Salvador de Santa Coloma de farners. Vegeu-ne altres significats a « Font de Sant Salvador (desambiguació)». |

La font de Sant Salvador és una font situada al parc homònim de Santa Coloma de Farners (La Selva). Antigament la font recordava una capella i tenia la imatge de sant Salvador d'Horta al damunt. Al segle XX l'Ajuntament va fer portar una gran roca prop de l'antiga font i va canalitzar l'aigua perquè hi sortís per tres brocs, seguint la llegenda que explica com sant Salvador va fer el miracle de fer sorgir l'aigua d'una roca. L'aigua que en raja és molt apreciada, no solament pels habitants de Santa Coloma, sinó per visitants d'arreu de Catalunya, que fan llargues cues per omplir garrafes d'aigua. És per això que l'Ajuntament hi va posar un cartell on s'indica la quantitat d'aigua que es pot recollir per dia i persona.
El parc de Sant Salvador segueix el recorregut de la riera de Santa Coloma. És un passeig que uneix la font Picant i la font de Sant Salvador, i té continuïtat fins al balneari Termes Orion.